# Михайло I Шишман
Михайло Шишман (болг. Михаил Шишман, Михаил Шишман Асен, ? — 31 липня 1330) — болгарський цар у 1323–1330 роках. Традиційно йменується як Михайло Шишман (саме під цим іменем він був відомий до сходження на престол), однак царював під іменем Михайло Асен. Рідше іменується як Михайло III, Михайло III Асен, Михайло III Шишман Асен. Засновник династії Шишманів — останньої династії царів Другого Болгарського царства. Син Відінського деспота Шишмана від його першого шлюбу. З 1308 — співправитель Відінського князівства. По смерті батька (між 1308 та 1313) став одноосібним правителем Відінського князівства. Після того, як 1322 року цар Георгій II Тертер помер, не залишивши спадкоємця, був 1323 року обраний болгарським царем. Під час вступу на престол прийняв ім'я Асен, щоб підкреслити спадковість з Асенами, як це робили багато болгарських царів, які царювали після Асенів.

## Війна з Візантією
Михайло Шишман зійшов на престол у розпал війни з Візантією. Імператор Андронік III Палеолог окупував північно-східну Фракію та зайняв низку важливих міст: Созополь, Ахтополь та інші. Одночасно з цим Войсіл, брат колишнього царя Смільця, вторгся до Кринського князівства (колись було володінням його роду) та зайняв його столицю, місто Копсис.
Михайло Шишман рушив війська назустріч Андроніку III, який безуспішно тримав в облозі Філіпополь. Не отримавши допомоги від Войсіла, Андронік III вирішив відступити. Однак невдовзі Андроніку III все ж удалось взяти Пловдів без бою. Далі Михайло Шишман рік воював з Войсілом, який отримував допомогу від Візантії. 1324 року Войсіл був переможений і територія Кринського князівства повернулась під контроль Болгарії. Потім Михайло Асен напав на Візантію. Імператор не наважився продовжувати війну й вирішив укласти мир. Мир було скріплено одруженням Михайла Шишмана та Феодори, сестри імператора Андроніка III і вдови царя Феодора Святослава. Для цього Михайлу Шишману довелось розлучитись зі своєю дружиною Анною Недою та відправити її та їхнього спільного сина Івана Стефана (свого співправителя) до монастиря.